# 胡斯托·何塞·德乌尔基萨
胡斯托·何塞·德·乌尔基萨-加西亚（西班牙語：Justo José de Urquiza y García，西班牙語發音：[ˈxusto xoˈse ðe wɾˈkisa]；1801年10月18日—1870年4月11日），阿根廷军人和政治家。多次担任恩特雷里奥斯省省长、联邦党党魁，并在1854年到1860年任阿根廷邦联总统。
他在1852年率领大联军在卡塞罗斯战役中击败胡安·曼努埃尔·德·罗萨斯，结束了其长达17年的执政时期。次年召开制宪会议，并通过了阿根廷第一部国家宪法《1853年宪法》，这部宪法受到各省（除布宜诺斯艾利斯省，后者选择脱离邦联）的支持。1854年被选为首任阿根廷邦联总统并在1860年卸任。帶領阿根廷軍隊在帕翁戰役中獲勝。1870年4月11日他和他的兒子被一個政敵的支持者所暗殺。

## 家庭背景和早年生活

### 家庭与早期政治生涯

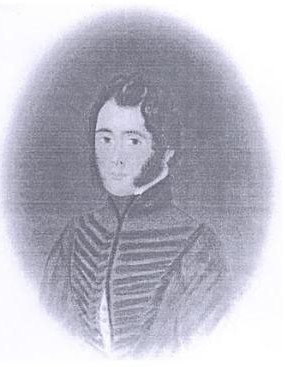
胡斯托·何塞·德·乌尔基萨的第一幅肖像。当时他是乌拉圭河畔康塞普西翁的民兵。

乌尔基萨的父亲約瑟夫·纳西索·德·乌尔基萨-阿尔萨加是一名具有巴斯克血统的西班牙定居者，他的母亲是葡萄牙-西班牙-阿根廷裔的伊達爾戈玛丽亚·坎迪达·拉蒙-加西亚·伊蒙松（María Cándida Ramón-García y Monzón），后者是葡萄牙人伊内斯·努内斯·卡布拉尔·德·梅卢奥和希尔·冈萨雷斯·德·莫拉的后裔。
他的父母都定居在布宜诺斯艾利斯地区（现恩特雷里奥斯省），致力于农村活动和公共服务。1810年五月革命后，他们移居到东岸邦以继续效忠西班牙王国。
他们于1812年返回。五年后胡斯托·何塞被送往布宜诺斯艾利斯的圣卡洛斯学院
1819年，他们定居在繁华的中国溪镇（villa Arroyo de La China，现乌拉圭河畔康塞普西翁），致力于农村和商业活动。乌尔基萨的哥哥西普里诺·德乌尔基萨是恩特雷奥斯大考迪罗弗朗西斯·拉米雷斯的秘书和部长。
在1820年，他有了第一个非婚生女，并在后来有更多非婚生子女。他担任总统期间将其中一些子女身份合法化。根据第41号联邦法承认23个非婚生子女，与11个婚生子女地位平等。
在1820年代，他已经拥有一笔财富。而那时候恩特雷里奥斯进入一个特别动荡的时期，因此对政治产生兴趣，并加入了联邦党。
1826年，他被乌拉圭河畔康塞普西翁的居民选为省议会代表。并领导省内否决1826年阿根廷宪法。

### 军人生涯的开始
自1828年起，他担任乌拉圭河畔康塞普西翁的军事指挥官。两年后，他支持一元派将军胡安·拉瓦列和里卡多·洛佩兹·霍尔丹（父）的入侵。在失败后，又在1831年支持另一起入侵，但一失败告终。这两期失败迫使他在考迪罗埃斯坦尼斯劳·洛佩兹的圣菲避难。
次年，他陪同帕斯夸尔·埃查圭参加军事行动，成功将后者成为恩特雷里奥斯省长。在埃查圭政府下，恩特雷里奥斯经历了一段和平时期。从1835年起，埃查圭作为一名独裁者在省内投票选出。后将领土扩展到其他省份，实际上行使了与他不相称的中央权力。埃查圭建立了一个进步主义政府，并通过支持罗萨斯对于国家宪法批准的反对态度来避免许多麻烦。
乌尔基萨被任命为乌拉圭河岸的指挥官，并授予他上校军衔。在那十年里，他成为阿根廷最富有的地主和商人之一，扩展出了强大的经济资助网络，并在未来变为政治支持。

## 註解
1. ↑  根据Yves de La Goublaye de Ménorval; Jorge Alberto Monje Pinedo. . INSTITUTO BOLIVIANO DE GENEALOGÍA. 2002  [2022-08-02]. （原始内容存档于2022-10-06）.，玛丽亚·坎迪达·拉蒙·伊蒙松是勃艮第家族和特拉斯塔马拉家族的后裔，因为她是伊内斯·努内斯·卡布拉尔·德梅卢奥的后裔，后者曾在1612年2月15日进行过“Pleito de Hidalguía”（伊達爾戈认证）或“Cartorio de Brasões”（徽章登记）。
2. ↑  Hasta la llegada del federal Rosas a la gobernación de Buenos Aires en 1829 y luego en 1832, la Confederación era una anarquía. Unitarios y Federales luchaban por el poder, y sucesivos fracasos en presidencias y congresos empeoraban la situación. Con Rosas, los conflictos se apaciguaron, pero no terminaron.